# Densidad de portadores de carga
La densidad de portadores de carga indica el número de portadores de carga por volumen. Se mide en m−3. Como toda densidad, ésta puede depender de la posición. No se debe confundir con la densidad de carga eléctrica ya que esta nos indica el número de carga por volumen con un campo eléctrico dado.
La densidad de portadores se obtiene integrando la densidad de carga en función de la energía máxima que las cargas pueden tener. La carga de los portadores es una densidad parcial, así que integrándola en función del volumen {\displaystyle (V)} obtenemos el número de portadores de carga {\displaystyle (N)} en ese volumen:
{\displaystyle N=\int _{V}n(\mathbf {r} )\,\mathrm {d} V}.
Dónde
{\displaystyle n(\mathbf {r} )} depende de la posición de la densidad de los portadores de carga.
En el caso de que ésta no dependiese de la posición, la ecuación se simplificaría a:

{\displaystyle N=V\cdot n_{0}}.

Dónde
{\displaystyle n_{0}} es una constante.
Las ecuaciones de la densidad de portadores de carga están relacionadas con la conductividad eléctrica o la conductividad térmica.

## Medida
La densidad de portadores de carga en muchos casos se puede determinar utilizando el efecto Hall, en el que el voltaje o diferencia de potencial depende inversamente de la intensidad.  (inglés).
Por ejemplo, gracias a esto podemos comprobar que la densidad de portadores de carga de la plata es aproximadamente de 1 x 10^28 m^-3, lo que sería aproximadamente de 1,8 por átomo.
- Datos: Q1757819